# Bruin waterhoen
Het bruin waterhoen ( Zapornia akool synoniem: Amaurornis akool) is een vogel uit de familie van de rallen (Rallidae).

## Verspreiding en leefgebied
Deze soort komt voor van India tot zuidoostelijk China en telt 2 ondersoorten:
- Z. a. akool: India, Bangladesh en westelijk Myanmar.
- Z. a. coccineipes: zuidoostelijk China tot noordoostelijk Vietnam.